# Spathodus
Spathodus es un género de peces de la familia Cichlidae. Fue descrito por George Albert Boulenger en 1900.

## Especies
- Spathodus erythrodon Boulenger, 1900
- Spathodus marlieri Poll, 1950